# Сергуч
Се́ргуч (бел. Се́ргуч) — река в Белоруссии, левый приток Березины. Протекает в Лепельском районе Витебской области.

## Общие сведения
Длина реки составляет 47 км. Площадь водосбора — 238 км². Среднегодовой расход воды в устье — 1,6 м³/с. Средний наклон водной поверхности — 0,2 ‰.
Река Сергуч служила частью ныне не действующей Березинской водной системы. В настоящее время бо́льшая часть течения проходит по территории Березинского биосферного заповедника.

## География
Река вытекает из юго-западной части озера Теклиц. Исток лежит на глобальном водоразделе Чёрного и Балтийского морей. Недалеко от верховий Сергуча находятся истоки рек и ручьёв, принадлежащих бассейну Лепельского озера. Сергуч течёт в пределах Верхнеберезинской низменности, в бассейне много болот и озёр. Генеральное направление течения — юго-запад. В среднем течении протекает через озёра Ольшица, Плавно и Манец. На участке ниже озера Манец также обозначается на картах как Бузянка. Озеро Плавно соединено с бассейном Западной Двины Березинским каналом, входящим в состав Березинской водной системы, поэтому часть стока Сергуча попадает в Западную Двину.
Ниже озера Манец на правом берегу реки располагается деревня Домжерицы, где находится центр Березинского заповедника. Напротив деревни река принимает протоку из озера Домжерицкое.
В период функционирования Березинской водной системы низовья реки были несудоходны, поэтому чуть ниже Домжериц от русла реки отходит параллельно идущий Сергучский канал, который впадает в Березину рядом с основным руслом реки у деревни Броды. По Березине в месте впадения Сергуча проходит граница с Борисовским районом Минской области.
Около 70 % площади водосбора покрыто смешанными лесами.

## Гидрография
Долина невыраженная, около истока трапециевидная, шириной 0,5—1 км. Склоны пологие, высотой 8—10 м, супесчаные, преимущественно покрытые лесом. Пойма двусторонняя, шириной от 0,05—0,25 км в верховьях до 1—1,3 км вблизи впадения реки в озеро Ольшица. Поверхность поймы преимущественно ровная, реже кочковатая, заболоченная, покрытая торфом. В половодье пойма затопляется на глубину 0,4—0,5 м.
Русло от истока до озера Ольшица извилистое. Берега преимущественно низкие, заболоченные.
Течение реки слабое. 48 % годового стока приходится на время половодья.